# Sportklub Rapid
Lo Sportklub Rapid, più comunemente noto come SK Rapid, Rapid Wien o in italiano Rapid Vienna, è una società calcistica austriaca con sede a Vienna. Milita nella Bundesliga, la massima divisione del campionato austriaco di calcio.
Fondata nel 1899, oltre ad essere la squadra più popolare d'Austria, detiene il record di titoli nazionali conquistati (32), l'ultimo dei quali vinto nel 2008. È invece seconda per totale di trofei conquistati (53). A livello nazionale il club si è, inoltre, aggiudicato 14 coppe e 3 supercoppe, mentre in ambito internazionale ha vinto 2 Coppe Mitropa (1 Coppa dell'Europa Centrale, 1 Zentropa Cup) ed è stato due volte finalista in Coppa delle Coppe (nel 1984-1985 e nel 1995-1996, attualmente l'ultima finale disputata da un club austriaco in una competizione europea).
Quando, in seguito all'annessione dell'Austria da parte della Germania di Hitler, le squadre austriache furono inserite nel sistema calcistico tedesco, il Rapid Vienna fu l'unica di esse a riuscire nell'impresa di conquistare il titolo, nel 1940-1941, in piena seconda guerra mondiale. In ambito tedesco era arrivata anche la vittoria della Tschammerpokal nel 1938. È, pertanto, l'unico club austriaco ad aver vinto sia il Campionato tedesco che la Coppa di Germania durante il periodo 1938-1945 (il risultato in Coppa è condiviso con il First Vienna).
Nella stagione 2010-2011 il club ha fatto registrare la più alta media di affluenza per partita del campionato austriaco, con 15 825 spettatori. Si tratta della quarta stagione consecutiva, e della sesta negli ultimi otto anni, in cui il Rapid ha raggiunto tale traguardo.
I colori sociali sono il verde e il bianco. Il club utilizza ancora i colori dell'1. Wiener Arbeiter Fußballklub, rosso e blu, nella terza divisa. Giocatori e tifosi sono così soprannominati Grün-Weiße (bianco-verdi) ma anche Hütteldorfer (dal nome della zona del quattordicesimo distretto dove aveva sede il vecchio stadio Hanappi), Rapidler e Kanoniere. La squadra gioca le partite casalinghe all'Allianz Stadion, situato nel distretto di Hutteldorf a Vienna; l'impianto è stato inaugurato il 16 luglio 2016 ed è il frutto del completo rinnovamento del precedente Gerhard Hanappi Stadion. 
La sezione di pallamano, oggi non più attiva, ha vinto quattro titoli nazionali, nel 1963, 1964, 1965 e 1967.
È divisa dall'altra compagine cittadina, l'Austria Vienna, da un'accesa rivalità. Proprio queste due squadre sono le uniche compagini calcistiche austriache ad aver sempre militato nella massima categoria del campionato nazionale.

## Storia

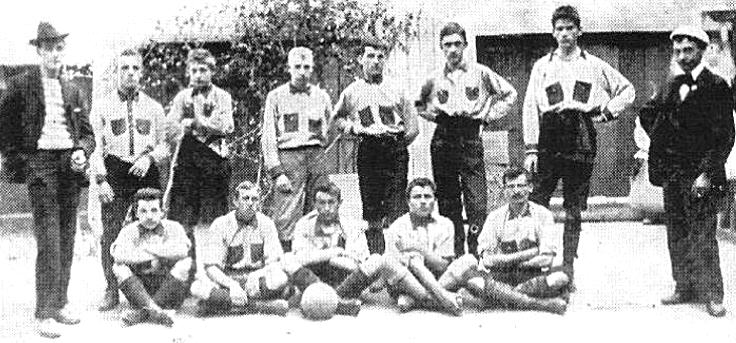
La prima formazione del club (1898)

La storia del Rapid Vienna risale alla fondazione, avvenuta nel 1898, dell'1. Wiener Arbeiter Fußballklub, dai colori sociali rosso-blu, colori che solitamente vengono ancora oggi utilizzati per le gare in trasferta. In seguito ad un riassestamento della società, l'8 gennaio 1899 nacque un nuovo club, distinto dal precedente del quale pure si considera successore, che prese, seguendo l'esempio dei tedeschi del Berliner Tor- und Fußball Club Rapide, la denominazione di Sportclub Rapid. Nel 1905 i colori sociali vennero mutati in verde e bianco.
Il Rapid, una delle migliori squadre d'Europa del tempo, divenne una potenza nel periodo tra le due grandi guerre, quando l'Austria era una delle nazionali più forti del panorama calcistico. Nel 1930 si laureò "campione d'Europa" vincendo la Coppa dell'Europa Centrale, la competizione più prestigiosa tra quelle allora esistenti, nella finale contro lo Sparta Praga, ed anche negli anni successivi restò ai vertici del calcio continentale. Dopo l'Anschluss, l'annessione dell'Austria al Terzo Reich, il Rapid, insieme alle altre grandi squadre austriache, confluì nel campionato tedesco, dando vita alla Gauliga Ostmark: grazie alla migliore preparazione tecnica e tattica sulle rivali, le formazioni austriache furono in grado di primeggiare fin dall'inizio. Il Rapid vinse la prima competizione alla quale prese parte, la Tschammerpokal del 1938, con una vittoria per 3-1 sul FSV Francoforte, e raggiunse l'apice con la vittoria del campionato del 1941, in finale contro lo Schalke 04, la principale squadra tedesca dell'epoca. I bianco-verdi furono abili a rimontare il 3-0 parziale dello Schalke fino a vincere il match per 4-3 grazie alla forza, alla disciplina e alla resistenza – le tradizionali virtù dei giocatori del Rapid, virtù note come Rapidgeist o spirito del Rapid - e alle tre reti di Franz "Bimbo" Binder.

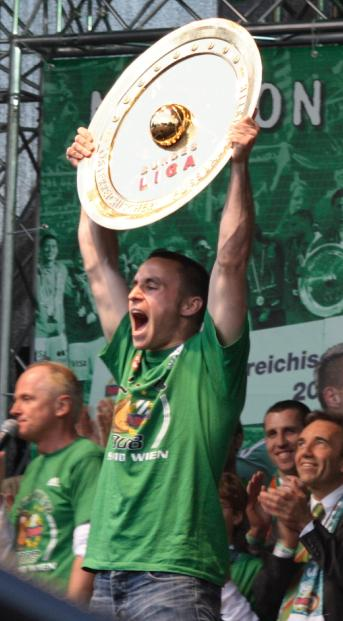
Steffen Hofmann con il Meisterschale vinto nel 2008

Nel dopoguerra, il club si è mantenuto in posizione dominante fino agli anni sessanta, per poi attraversare un lungo declino che lo vide digiuno di titoli nazionali dal 1968 al 1982. Durante questo periodo la squadra vinse solo due coppe d'Austria, ma aiutò a crescere un giovane attaccante che sarebbe diventato uno dei più forti giocatori austriaci di tutti i tempi: Hans Krankl. Ceduto al Barcellona nel 1978, dopo aver segnato 41 gol in stagione ed aver conquistato così la Scarpa d'oro, Krankl ritornò al Rapid nel 1981 e trascinò la squadra alla vittoria di due campionati e tre coppe nazionali, raggiungendo nella stagione 1984-1985 la finale di Coppa delle Coppe contro l'Everton. In questi anni il Rapid era senz'altro una delle squadre europee più temute, anche per via di alcune leggendarie "rimonte", come ad esempio il 5-0 ai tedeschi orientali della Dynamo Dresda nel ritorno dei quarti di finale di quell'edizione di Coppa delle Coppe, che seguiva una sconfitta per 3-0 in Germania Est.
Per tutti gli anni ottanta i bianco-verdi continuarono a vincere, ma l'ascesa di nuove realtà fino allora marginali, quali le squadre di Salisburgo e Graz, e il sempre maggiore potere economico dell'Austria Vienna, costrinsero il club nelle retrovie per gran parte del decennio successivo. Nel 1993 la crisi economica del club si fece seria al punto che la società era prossima al fallimento, evitato solo grazie a nuove e corpose sponsorizzazioni. Due anni dopo, nel 1995, arrivò la quattordicesima ed ancora ultima vittoria in ÖFB-Cup e, l'anno seguente, il 30º campionato; ma dovettero passare ben 9 anni per festeggiare un altro titolo, nel 2005. Nel frattempo, il Rapid aveva fatto segnare il peggior piazzamento di sempre, con l'8º posto del 2001-2002.
Il posto dei vecchi idoli è stato ormai preso da nuovi talenti, come il capitano, il tedesco Steffen Hofmann, idolo indiscusso della tifoseria, che giunse a chiedere alla FIFA di poter giocare con la Nazionale austriaca, ma fu bloccato per via di alcune partite giocate con le giovanili tedesche Under-16, Under-17 ed Under-18.
Oggi, benché il Rapid sia di gran lunga la squadra più popolare in Austria, altri club come il Salisburgo o l'Austria Vienna sono in grado di spendere ogni anno molto denaro in più essendo di proprietà di miliardari. Il club attualmente sta cercando di compensare questa mancanza di fondi con l'investimento sul settore giovanile e sui nuovi talenti. Da alcuni anni a questa parte i discreti risultati nelle coppe europee hanno garantito entrate economiche superiori ai decenni precedenti.
Nel 2014 sono iniziati i lavori per la costruzione del nuovo stadio, l'Allianz Stadion, che è stato inaugurato ufficialmente sabato 16 luglio 2016 con un'amichevole contro il Chelsea. È stato utilizzato il terreno sul quale si trovava dal 1977 al 2014 il Gerhard-Hanappi-Stadion. La capienza del nuovo impianto è di 24.200 posti a sedere, di cui 2.500 sono dedicate alle aree business e VIP. In confronto al vecchio Gerhard-Hanappi-Stadion, l'Allianz Stadion è girato di 90° e la posizione ora corrisponde a quella pensata all'epoca dall'ing. Gerhard Hanappi.

## Colori e simboli

### Colori

Il Rapid in trasferta sul campo della Juventus nel 1996, con indosso una seconda divisa rossoblù che riprende i colori dell'Arbeiter

Il 1. Wiener Arbeiter Fußballklub aveva come colori sociali il rosso ed il blu. Questi rimasero i colori del nuovo Sportclub Rapid fino al giugno 1906, quando vennero sostituiti con il bianco e il verde.
La divisa attuale prevede righe verticali verdi e bianche con maniche interamente verdi (nella prima divisa) o bianche (nella seconda), pantaloncini e calzettoni in accordo col colore dominante. Tradizionalmente la divisa è a righe verticali bianche e verdi, ma negli ultimi anni sono state utilizzate divise interamente verdi, verdi con bordi e dettagli bianchi, ed anche verdi con riga diagonale bianca.
Per la terza maglia viene spesso usata la divisa rosso-blu dell'Arbeiter.

### Simboli ufficiali
Un simbolo spesso associato alla squadra è l'acronimo SCR ("Sportclub Rapid"), con cui viene indicata comunemente in Austria, sebbene sin dal 1978 il nome ufficiale sia stato modificato nell'attuale, con la sostituzione della "k" tedesca alla "c" di origine britannica.

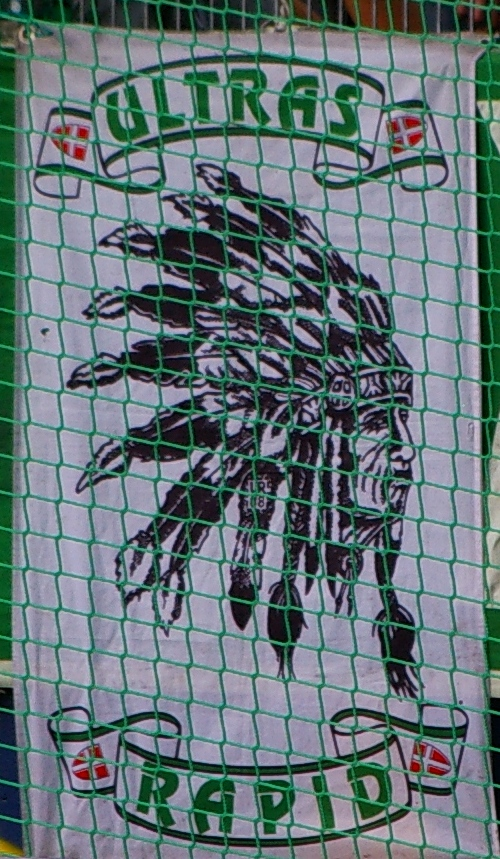
Stendardo degli Ultras Rapid, è ben visibile lo stemma cittadino di Vienna

Il simbolo per eccellenza è lo scudo a strisce diagonali bianche e verdi, che ricorre nello stemma del club fin dalle origini. Molto usato è anche lo stemma cittadino di Vienna, uno scudo rosso con croce bianca.

#### Stemma
Lo stemma del club è rimasto sostanzialmente invariato dal 1919 ad oggi. Il primo disegno era composto di uno scudo suddiviso diagonalmente in due campi, l'uno rosso e l'altro blu, con un pallone al centro, e la scritta RAPID in diagonale. Originariamente quindi lo stemma portava i colori originali dell'Arbeiter. Con i primi anni venti è stato introdotto il disegno, pressoché identico a quello attuale, con lo scudo a strisce diagonali bianco-verdi e la scritta RAPID in rosso su campo blu, il tutto racchiuso in un cerchio dorato e, più tardi, in una corona di foglie d'alloro. Nella sua forma attuale, il logo è stato concepito nel 1968.
Da allora poche sono state le modifiche. Negli anni settanta furono introdotti in un cantone i colori della bandiera austriaca e più tardi, all'epoca della sponsorizzazione Wienerberger, anche il logo di questa compagnia. Una versione più caratteristica dello stemma, quella usata fra il 1989 ed il 1992, prevedeva lo stemma "classico" completamente bianco-verde, innestato su uno sfondo a strisce diagonali anch'esse bianco-verdi la cui forma ricorda la cifra 1.
Nel 1998 è stato reintrodotto il modello di trent'anni prima, con l'aggiunta di tre stelle d'oro, ciascuna delle quali simboleggia 10 titoli nazionali, benché queste - a differenza di quanto accade in Germania - non siano state ufficialmente sanzionate dalla federazione.
Nel 1999 e nel 2009 sono state utilizzate versioni leggermente differenti legate alle celebrazioni per i 100 e 110 anni di fondazione.

#### Inno
L'inno ufficiale del club è il Rapid-Hymne, prodotto nella versione più recente (2006) dalla HHCityGirl. Esistono versioni cantate dai calciatori.

## Strutture

### Stadio

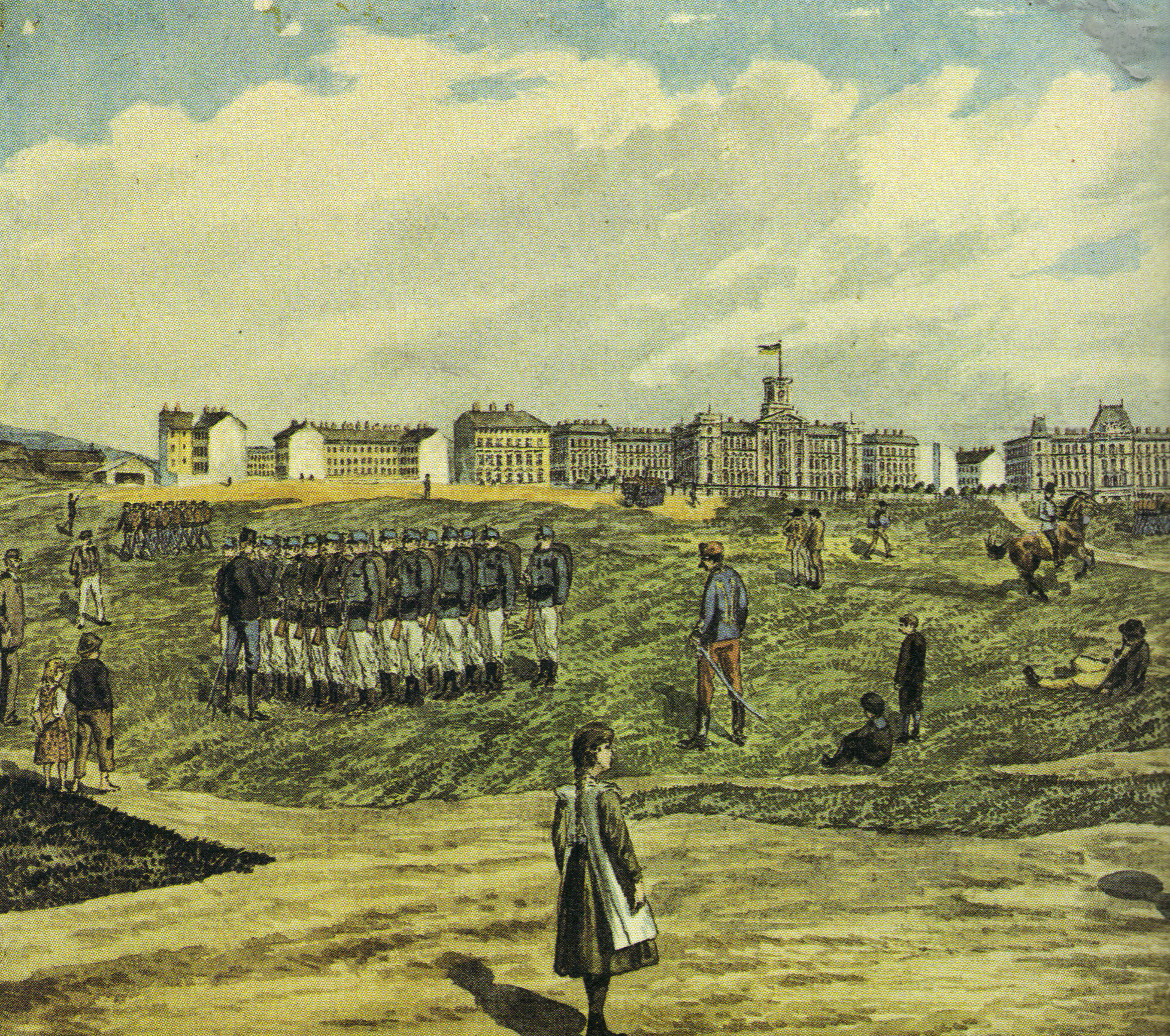
Lo spiazzo dello Schmelz come appariva agli inizi del XX secolo

Le prime partite il club le giocò nel campo dello Schmelz (Schmelzer Exerzierfeld), uno spiazzo destinato a piazza d'armi situato nel XV distretto della capitale. Nel 1903 lo spazio venne recintato e furono costruite le tribune, nacque così lo Sportplatz Rudolfsheim. Il Rapid vi rimase fino al 1910, quando la municipalità di Vienna non rinnovò la concessione all'uso del terreno. Curiosamente, fra le due estremità del campo esisteva un dislivello di circa due metri.
Il 28 aprile 1912 fu perfezionato il passaggio al primo, vero stadio nella storia della squadra, con l'inaugurazione della Pfarrwiese, anche noto come Rapid-Platz. Quel giorno il Rapid disputò la prima partita casalinga del campionato 1911/1912 dopo aver disputato le prime 10 partite di campionato (dal settembre 1911 ad aprile 1912) in trasferta. Inizialmente capace di 4 000 spettatori, la sua capacità fu portata fino a 20 000 e venne utilizzato sino al 1981. Il fatto che quest'impianto sorgesse nel quartiere di Hütteldorf diede anche alla squadra il soprannome di Hütteldorfer, uno dei più usati.
In seguito il Rapid giocò le partite casalinghe nel Gerhard Hanappi Stadion, dedicato all'omonimo giocatore bianco-verde degli anni cinquanta e sessanta. Inizialmente noto come Weststadion, fu rinominato nel 1980 in onore del suo ideatore, scomparso in quello stesso anno per una malattia ed i tifosi lo chiamavano generalmente St. Hanappi, giocando sul fatto che quest'abbreviazione può essere letta sia come "Stadion Hanappi" che come "Sankt Hanappi", ossia "Santo Hanappi", con ciò rimarcando il fatto che questo stadio, come disse l'allenatore Ivica Osim, era una "cattedrale del calcio". La struttura era situata sempre nell'Hütteldorf, una parte del quattordicesimo distretto di Vienna e poteva contenere fino a 19 000 persone, scese a 17 500 dopo i lavori del 2001-2003. La riduzione è stata dovuta in parte alla necessità di rispondere a norme più severe circa la sicurezza degli impianti delle società professionistiche. Si trattava di uno stadio "all'inglese", con le tribune addossate al campo di gioco e senza pista di atletica, cosa che contribuiva a creare un'atmosfera suggestiva durante le partite, con un tifo acceso. Proprio per il numero ridotto di posti si sono avute delle polemiche in tempi recenti, con la società che ha annunciato nuovi lavori alla struttura, compatibilmente con le disponibilità finanziarie.

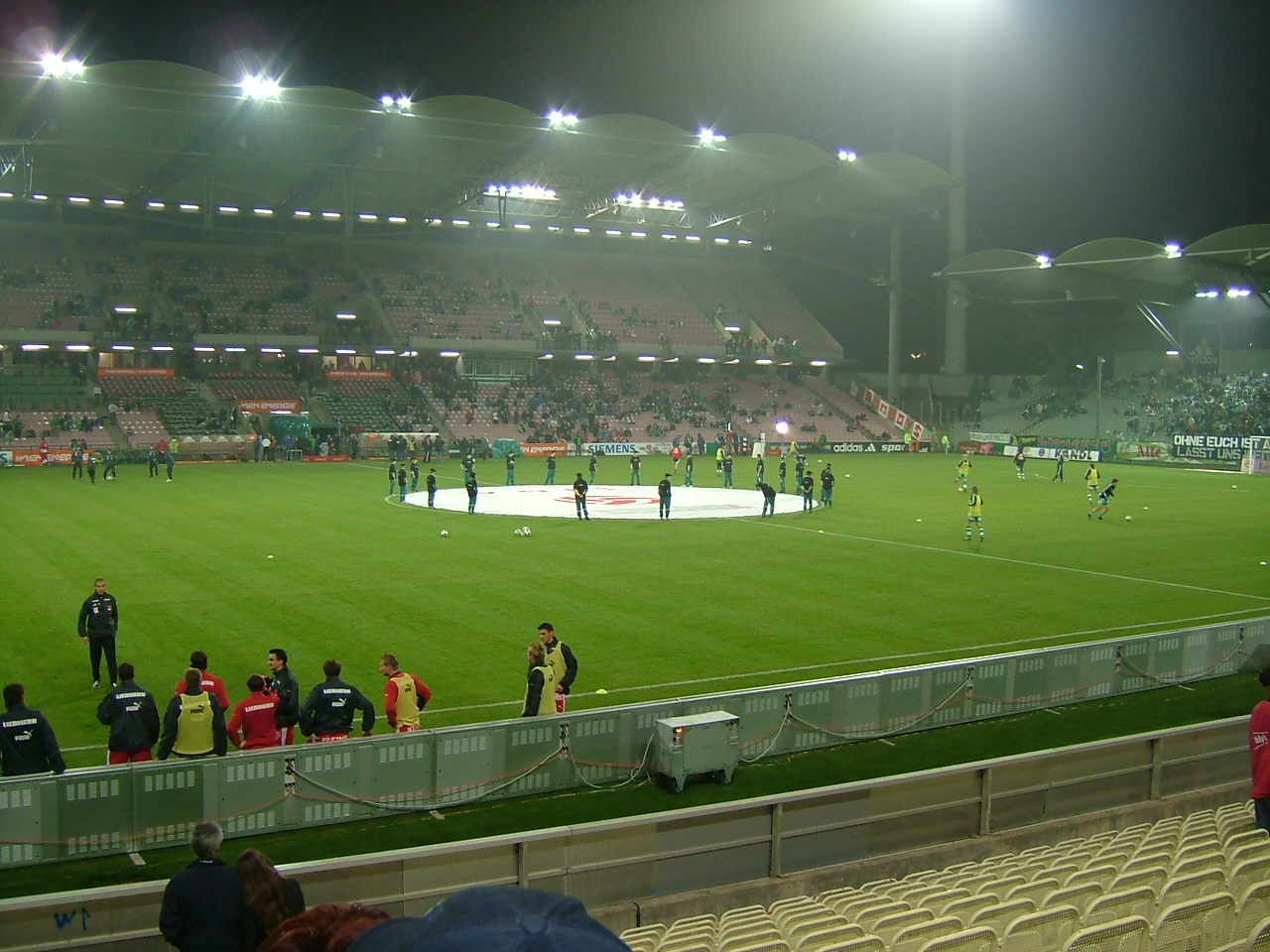
Il Gerhard Hanappi Stadion durante una gara in notturna

Piuttosto a sorpresa, nella primavera del 2014 i vertici sociali hanno annunciato che non si sarebbe più proceduto al restauro dello stadio Hanappi, ma che verrà costruito un impianto completamente nuovo. Il nuovo stadio si chiamerà Allianz Stadion, avendo come sponsor principale l'omonima compagnia assicurativa; potrà ospitare un massimo di 28 000 spettatori ed avrà un costo complessivo pari a 53 000 000 di euro, cifra coperta al 40% da un fondo della città di Vienna precedentemente messo a disposizione per lavori nel vecchio stadio. La fine dei lavori è prevista per l'estate del 2016 e lo stadio conserverà il nome attuale almeno fino al termine della stagione 2025-2026.
In attesa del completamento dell'Allianz Stadion, il Rapid giocherà le gare interne nel più capiente Ernst Happel Stadion. L'impianto, di proprietà della federazione austriaca, è il più grande stadio calcistico del Paese ed è stato tradizionalmente sede delle finali di ÖFB-Cup e talvolta, soprattutto in passato, dei derby contro l'Austria Vienna in campionato. Viene comunemente utilizzato anche in occasione delle partite di squadre viennesi (ma anche, più in generale, di squadre austriache) nelle coppe europee.

## Società
Il Rapid è una società di azionariato popolare (Mitgliederverein), composta da due livelli dirigenziali. Il più alto di questi, chiamato Präsidium, è composto di sette membri eletti dai soci. Tra questi ultimi, il diritto di voto spetta solo a chi è associato da almeno tre anni consecutivi. La tessera ha un costo di 100 euro annui: attualmente i soci sono 7 000.
Secondo lo statuto del club, il Präsidium può avere da cinque a otto membri. Attualmente sono sette, che ricoprono le carice di presidente, vicepresidente, direttore e vicedirettore finanziario, più un segretario e due altri membri per giungere al numero legale. Le elezioni hanno luogo a cadenza triennale, ed è consentita la rielezione. Il Präsidium è responsabile della gestione economica e sportiva del club, ed a questo preposta è sopra tutte la carica di presidente, ricoperta dal 2001 da Rudolf Edlinger, già Ministro delle finanze dell'Austria tra il 1997 ed il 2000.
A coadiuvarlo, il vicepresidente Siegfried Menz, il direttore finanziario Johann Smolka ed il vice Helmut Nahilk, il segretario Nikolaus Rosenauer, Max Palla e Gerhard Höckner.
I soci possono essere ordinari, fondatori, onorari o VIP. Ciascuna categoria ha obblighi e diritti diversi all'interno del club, come precisato nello statuto, approvato nella sua forma attuale il 16 ottobre 2007. In base allo stesso, il club si compone di due organi dirigenziali, l'assemblea generale (Hauptversammlung) ed il Präsidium; una sezione elettorale (Wahlkomitée); un revisore (Abschlussprüfer); un comitato esecutivo composto a sua volta da un'assemblea dei soci (Mitgliederversammlung), assemblea dei soci anziani (Ältestenrat), un Kuratorium e il Consiglio d'amministrazione (Vorstand). Infine, il tribunale dei soci, o Berufungssenat.

### Organigramma societario
Aggiornato al 19 dicembre 2012.
- Rudolf Edlinger - Presidente
- Siegfried Menz - Vicepresidente
- Johann Smolka - Direttore delle finanze
- Helmut Nahlik - Direttore delle finanze
- carica vacante - Direttore sportivo
- Nikolaus Rosenauer - Segretario
- Max Palla - Consigliere
- Gerhard Höckner - Consigliere
- Josef Kamper - Consigliere
- Werner Kuhn - Direttore generale
- Stefan Ebner - Sportmanager
- Gaby Fröschl - Team manager
- Claudia Eichberger - Contabile
- Peter Klinglmüller - Addetto stampa
- Markus Blümel - Addetto marketing
- Rainer Karutz - Addetto marketing
- Andreas Marek - Klubservice
- Clemens Pieber - Addetto merchandising, sicurezza e biglietti
- Astrid Salzer - Addetta al settore giovanile, tifosi e call-center
- Martina Mosovski - Organizzazione eventi

### Sponsor
Attualmente, il Rapid è una delle cinque squadre della Bundesliga a non avere uno sponsor nel nome, ma è l'unica a non averlo mai avuto lungo tutta la sua storia, fatta eccezione per la stagione 1976-1977, quando giocò sotto il nome di SK Rapid Wienerberger. Questa, nel tempo, è divenuta una vera e propria strategia del club, molto apprezzata dalla tifoseria, in un Paese dove il naming sponsor è la norma.
Per la stagione 2011-2012 lo sponsor tecnico è Adidas, mentre lo sponsor ufficiale è Wien Energie. I partner ufficiali sono OMV (petroli), Orange (telefonia), VISA Cardcomplete (servizi finanziari), Ottakringer (birrificio), M-Line, Erste Bank e T-Mobile (attraverso il marchio austriaco tipp3).
Allianz è partner ufficiale del club dal 1º luglio 2014 e proprietaria dei diritti di sponsorizzazione nominale dello stadio fino al termine della stagione 2025-2026.
| Cronologia degli sponsor tecnici - 1970-1991: Adidas - 1991-1992: ? - 1992-1999: Diadora - 1999-: Adidas | Cronologia degli sponsor ufficiali - 1970-1971: Raiffeisen - 1971-1974: Zentralsparkasse - 1974-1981: Wienerberger - 1981-1982: Elan - 1982-1983: MARTHA Erdöl - 1983-1988: Elan - 1988-1992: Energie Steiermark - 1992-1993: Kampa Haus - 1994-1995: Avanti - 1995-1996: Avanti e Bank Austria - 1996-2003: Bank Austria - 2003-: Wien Energie |

### Settore giovanile
Il settore giovanile del Rapid è strutturato in diverse categorie d'età. Sono attive una squadra Under-18, una Under-16 ed una Under-15 che fanno parte del progetto AKA Rapid e disputano il campionato giovanile nazionale (Jugendliga). Nella stagione 2010-2011 il Rapid si è aggiudicato la Jugendliga, consacrandosi campione d'Austria Under-18.
Le squadre Under-14, Under-13 ed Under-12 invece prendono parte alle competizioni della Wiener Fußball-Verband. Si arriva poi alle squadre dei più giovani, con Under-11, Under-10, Under-9, Under-8, Under-7 ed Under-6 iscritte ai tornei di categoria della WFV.
A disposizione delle proprie squadre, il club offre quattro centri di allenamento al coperto e due all'aperto.
Nel 2010 è stato dato via al progetto Pro Rapid. Tale progetto consiste nel fornire ai giovani calciatori assistenza professionale seguendoli nel passaggio dal settore giovanile alla prima squadra. Ad oggi i migliori risultati ottenuti riguardano Christopher Trimmel e Christopher Drazan, arrivati alla prima squadra come titolari.
Il club coopera con alcune strutture scolastiche, per promuovere una crescita sportiva e scolastica tra i giovani calciatori. Inoltre, i bambini di età inferiore a 6 anni hanno la possibilità di partecipare alle attività del Rapid-Kindergarten, scuola calcio per i più piccoli.

## Il Rapid nella cultura di massa
Essendo una delle squadre più celebri e tifate d'Austria, i Grün-Weiße hanno lasciato tracce di sé nella cultura austriaca dell'ultimo secolo. Proprio nel Rapid giocava Josef Uridil, uno dei primi calciatori a diventare personaggi pubblici, associando la propria immagine a prodotti commerciali. Uridil, che nel 1924 recitò come attore protagonista nel film Pflicht und Ehre, era stato dedicatario di una ballata composta due anni prima da Hermann Leopoldi e Robert Katscher: Heute spielt der Uridil (Oggi gioca Uridil), cantata da Oskar Steiner sulla musica del foxtrot. Del 1935 è invece il lied I' fahr' nach Hütteldorf, heut' spielt Rapid, di Hans Bohdjalian.
Qualche anno dopo fu il turno di Hans Krankl. Nel 1974 il centravanti del Rapid cominciò la propria carriera parallela di cantante pop col singolo Ohne Ball'n und ohne Netz, che è considerato tra le canzoni-simbolo del calcio.
Molti sono stati negli anni i cantautori che hanno citato il Rapid nelle loro canzoni, anche nella particolare variante del Wienerisch, la parlata dialettale viennese. Karl Hruschka nella sua Das Fussballmatch (dall'album Erinnerungen an Karl Hruschka) descrive un'immaginaria partita dei bianco-verdi.
Più recentemente Skero, in Fuaßboi ("calcio" in viennese), cita numerosi ex-giocatori biancoverdi in un'altra partita immaginaria. I calciatori citati sono Georg Schors, Franz "Bimbo" Binder e Gerhard Hanappi.
Ancora, il cantante hip-hop A.Geh Wirklich? in Oh Wien nur du alla (titolo che è a sua volta una citazione della famosa canzone di Rudolf Sieczynski Wien, du Stadt meiner Träume anche nota come Wien, Wien nur du allein dal suo popolare ritornello) cita il derby di Vienna e le sue protagoniste: Rapid e Austria.

## Allenatori e presidenti
| Allenatori Elenco in ordine cronologico degli allenatori del club: - 1910-1925 / Dionys Schönecker - 1925-1926 Stanley Willmott - 1926-1936 Edi Bauer - 1936-1945 / Leopold Nitsch - 1945-1953 Hans Pesser - 1953-1954 Josef Uridil - 1954-1955 Viktor Hierländer - 1955-1956 Alois Beranek - 1956 Franz Wagner - 1956-1958 Max Merkel - 1958-1959 Rudolf Kumhofer - 1959-1966 Robert Körner - 1966-1968 Rudolf Vytlačil - 1968-1970 Karl Decker - 1969-1970 Karl Rappan - 1970-1972 Gerd Springer - 1972 Robert Körner - 1972-1975 Ernst Hložek - 1975 Josef Pecanka - 1975-1976 Franz Binder e Robert Körner - 1976-1977 Anton Brzezanczyk - 1977-1978 Robert Körner - 1978-1979 Karl Schlechta - 1979-1982 Walter Skocik - 1982-1985 Otto Barić - 1985-1986 Vlatko Marković - 1986-1989 Otto Barić - 1989-1992 Hans Krankl - 1992-1993 August Starek - 1993-1994 Hubert Baumgartner - 1994-1998 Ernst Dokupil - 1998-2000 Heribert Weber - 2000-2001 Ernst Dokupil - 2001 Peter Persidis - 2001-2002 Lothar Matthäus - 2002-2005 Josef Hickersberger - 2005-2006 Georg Zellhofer - 2006-2011 Peter Pacult - 2011 Zoran Barišić - 2011-2013 Peter Schöttel - 2013-2016 Zoran Barišić - 2016 Michael Büskens - 2016-2017 Damir Canadi - 2017-2018 Goran Djuričin - 2018-2021 Dietmar Kühbauer - 2021 Steffen Hofmann - 2021-2022 Ferdinand Feldhofer - 2022-2023 Zoran Barišić - 2023- Robert Klauß | Presidenti Elenco in ordine cronologico dei presidenti del club: - 1899 Karl Palek - 1899-1900 Karl Wiener - 1900-1902 Franz Chytil - 1902-1906 Hermann Gößnitzer - 1906-1909 Adolf Waller - 1909-1914 Alois Hoisbauer - 1914-1920 / Franz Pokorny - 1920-1922 Leo Deutsch - 1920-1925 Willibald Pekarz - 1925-1928 Hans Fischer - 1928-1939 / Johann Holub - 1939-1945 Josef Kalenberg - 1945-1946 Hans Hierath - 1946-1962 Josef Schwarzl - 1962-1969 Heinz Pruckner - 1969-1970 Stefan Niehsner e Friedrich Grassi - 1970-1971 Friedrich Grassi - 1971-1976 Josef Draxler - 1976-1978 Gottfried Seibt, Kurt Eichelberger e Heinz Holzbach - 1978-1990 Heinz Holzbach - 1990-1993 Anton Benya - 1993-1994 Helmut Böhmert - 1994-1995 Karlheinz Oertel - 1995-1999 Günter Kaltenbrunner - 1999-2001 Peter Weber - 2001- Rudolf Edlinger |

## Calciatori

### Capitani
Elenco in ordine cronologico dei capitani del club dal 1911:
- 1911-1925 / Richard Kuthan
- 1925-1928  Leopold Nitsch
- 1928-1931  Ferdinand Wesely
- 1931-1937  Josef Smistik
- 1937-1948  Franz Binder
- 1949-1954  Leopold Gernhardt
- 1954-1956  Robert Körner
- 1956-1964  Gerhard Hanappi
- 1964-1965  Paul Halla
- 1965-1970  Walter Glechner
- 1970-1972  Rudolf Flögel
- 1972  Ewald Ullmann
- 1973-1975  Gerhard Sturmberger
- 1975-1976  Norbert Hof
- 1976-1978  Hans Krankl
- 1978-1979  Werner Walzer
- 1979-1980  Peter Persidis
- 1981  Heribert Weber
- 1981-1985  Hans Krankl
- 1986-1989  Heribert Weber
- 1989-1992  Reinhard Kienast
- 1992-1995  Robert Pecl
- 1995-1997  Michael Konsel
- 1997-2001  Peter Schöttel
- 2001  Krzysztof Ratajczyk
- 2002-2003  Andreas Herzog
- 2003-2005  Steffen Hofmann
- 2006  Helge Payer
- 2006-2007  Martin Hiden
- 2008-2018  Steffen Hofmann
- 2018-  Stefan Schwab

### Il Rapid e le nazionali di calcio
Da sempre il Rapid è uno dei principali serbatoi della nazionale austriaca. Già in occasione dell'amichevole con l'Ungheria dell'11 ottobre 1903, la terza uscita ufficiale della Nazionale, scesero in campo due rapidler: il portiere K. Steinmann e l'attaccante Josef Schediwy.
Sono 32 i giocatori del Rapid che hanno rappresentato l'Austria alla fase finale di un Mondiale. Il primo contingente, convocato per l'edizione italiana del 1934, era composto da Josef Bican, Matthias Kaburek, Rudolf Raftl, Josef Smistik e Franz Wagner. L'undici allenato da Hugo Meisl arrivò sino alle semifinali ed al quarto posto assoluto.
A causa dell'Anschluss, l'Austria non poté essere presente all'edizione 1938, benché regolarmente qualificata sul campo. Viceversa, molti dei giocatori vennero cooptati nelle file della Nazionale tedesca: tra di essi vi erano quattro bianco-verdi, Hans Pesser, Rudolf Raftl, Stefan Skoumal e Franz Wagner.
Per il 1954 vennero convocati ben 10 giocatori del Rapid, quasi la metà dell'intera spedizione in Svizzera. Gerhard Hanappi, Ernst Happel, Robert Körner, Erich Probst, Alfred Körner, Karl Giesser, Walter Zeman, Johann Riegler, Robert Dienst e Paul Halla aiutarono l'Austria a raggiungere nuovamente le semifinali e, con il 3º posto assoluto, il miglior risultato di sempre ad un Mondiale. Halla, Happel, Hanappi, Dienst ed Alfred Körner fecero parte anche della spedizione a Svezia 1958 conclusasi però con l'eliminazione al primo turno.
Per Argentina 1978 furono due i convocati del club: Hans Krankl, fresco vincitore della Scarpa d'oro e Peter Persidis. Krankl fu tra i protagonisti di quel Mondiale; la Nazionale raggiunse il girone di semifinale ed il 7º posto assoluto. Krank fu convocato anche per Spagna 1982, insieme a quattro compagni di club: Bernd Krauss, Johann Pregesbauer, Heribert Weber e Herbert Feurer, che aiutarono a raggiungere il secondo turno della competizione.
Italia 1990 vide ben sette convocati del Rapid, il numero più alto dal 1954. Si trattava di Robert Pecl, Peter Schöttel, Christian Keglevits, Andreas Reisinger, Heimo Pfeifenberger, Andreas Herzog e Michael Konsel. In occasione dell'ultima partecipazione dell'Austria alla fase finale di un Mondiale, in Francia nel 1998, oltre a Schöttel vennero convocati anche Arnold Wetl ed Andreas Heraf. Sia nel 1990 che nel 1998 la Nazionale fu eliminata nel primo turno.
L'unica presenza dell'Austria alla fase finale di un Europeo è del 2008. Alla rassegna casalinga preser parte, in rappresentanza del Rapid, 4 giocatori. Sono Ümit Korkmaz, Markus Katzer, Jürgen Patocka ed Erwin Hoffer. Anche in questo caso la Nazionale uscì di scena nel primo turno.
Andreas Herzog è tuttora il detentore del record di partite disputate con la maglia della Nazionale austriaca: 103. Tuttavia buona parte di queste presenze le collezionò mentre giocava in Germania, con Werder Brema e Bayern Monaco. Gerhard Hanappi è il giocatore con più presenze in Nazionale durante il periodo di militanza nel Rapid, 82 dal 1950 al 1962. Significativo anche il record di Peter Schöttel: 63 presenze con la maglia dell'Austria, tutte da giocatore del Rapid.
Nove giocatori del Rapid hanno rappresentato la Germania nel periodo 1938-1945. Si tratta di Johann Pesser, Franz Binder, Rudolf Raftl, Stefan Skoumal, Franz Wagner, Wilhelm Fitz, Franz Hofer, Johann Hofstätter e Matthias Kaburek.

## Palmarès

### Competizioni nazionali
- Campionato austriaco: 32  (record)

1911-1912, 1912-1913, 1915-1916, 1916-1917, 1918-1919, 1919-1920, 1920-1921, 1922-1923, 1928-1929, 1929-1930 , 1934-1935, 1937-1938, 1939-1940, 1940-1941, 1945-1946, 1947-1948, 1950-1951, 1951-1952, 1953-1954, 1955-1956 , 1956-1957, 1959-1960, 1963-1964, 1966-1967, 1967-1968, 1981-1982, 1982-1983, 1986-1987, 1987-1988, 1995-1996 , 2004-2005, 2007-2008
- Campionato tedesco: 1

1940-1941
- Coppa d'Austria: 14

1918-1919, 1919-1920, 1926-1927, 1945-1946, 1960-1961, 1967-1968, 1968-1969, 1971-1972, 1975-1976, 1982-1983, 1983-1984, 1984-1985, 1986-1987, 1994-1995
- Coppa di Germania: 1

1937-1938
- Supercoppa d'Austria: 3

1986, 1987, 1988

### Competizioni internazionali
- Coppa dell'Europa Centrale / Zentropa Cup: 2 (record austriaco condiviso con Austria Vienna e Wacker Innsbruck)

1930, 1951
- Coppa Intertoto: 2

1992, 1993

### Competizioni giovanili
- Gallini World Cup: 1

2013

## Statistiche e record

### Partecipazione ai campionati
| Categoria | Partecipazioni | Debutto   | Ultima stagione |
| --------- | -------------- | --------- | --------------- |
| BL        | 114            | 1911-1912 | 2025-2026       |

### Statistiche di squadra
Tutte le statistiche sono aggiornate alla stagione 2012-2013 compresa.
- Vittoria più larga in campionato (partite in trasferta e assoluta): 13-1 contro il Wacker Wr. Neustadt il 12 marzo 1939
- Vittoria più larga in campionato (partite in casa): 12-1 contro lo Sturm Graz il 24 settembre 1950 e contro il Kremser il 18 maggio 1957, 11-0 contro l'Elektra Vienna il 4 marzo 1951
- Vittoria più larga in coppa (partite in casa e assoluta): 17-0 contro il Neubau il 19 gennaio 1930
- Vittoria più larga in coppa (partite in trasferta): 10-0 contro il Red Star il 30 agosto 1983 e contro il Rohrbach il 12 ottobre 1991
- Vittoria più larga in competizioni UEFA (partite in casa e assoluta): 8-0 contro l'Avenir Beggen il 29 settembre 1982
- Vittoria più larga in competizioni UEFA (partite in trasferta): 6-1 contro il F91 Dudelange il 27 luglio 2005 e 5-0 contro l'Avenir Beggen il 15 settembre 1982
- Sconfitta più larga in campionato (partite in trasferta e assoluta): 2-10 contro il First Vienna il 24 ottobre 1943
- Sconfitta più larga in campionato (partite in casa): 1-7 contro il Floridsdorfer AC il 14 febbraio 1943
- Sconfitta più larga in coppa (assoluta): 0-8 contro l'Admira Vienna il 10 maggio 1934[77]
- Sconfitta più larga in coppa (partite in casa): 2-6 contro l'Austria Vienna il 17 aprile 1974
- Sconfitta più larga in competizioni UEFA (partite in trasferta e in assoluto): 2-7 contro il Milan il 12 febbraio 1956 e 0-5 contro la Juventus il 30 ottobre 1996
- Sconfitta più larga in competizioni UEFA (partita in trasferta): 6-0 contro il Valencia il 18 febbraio 2016.

## Tifoseria

### Storia

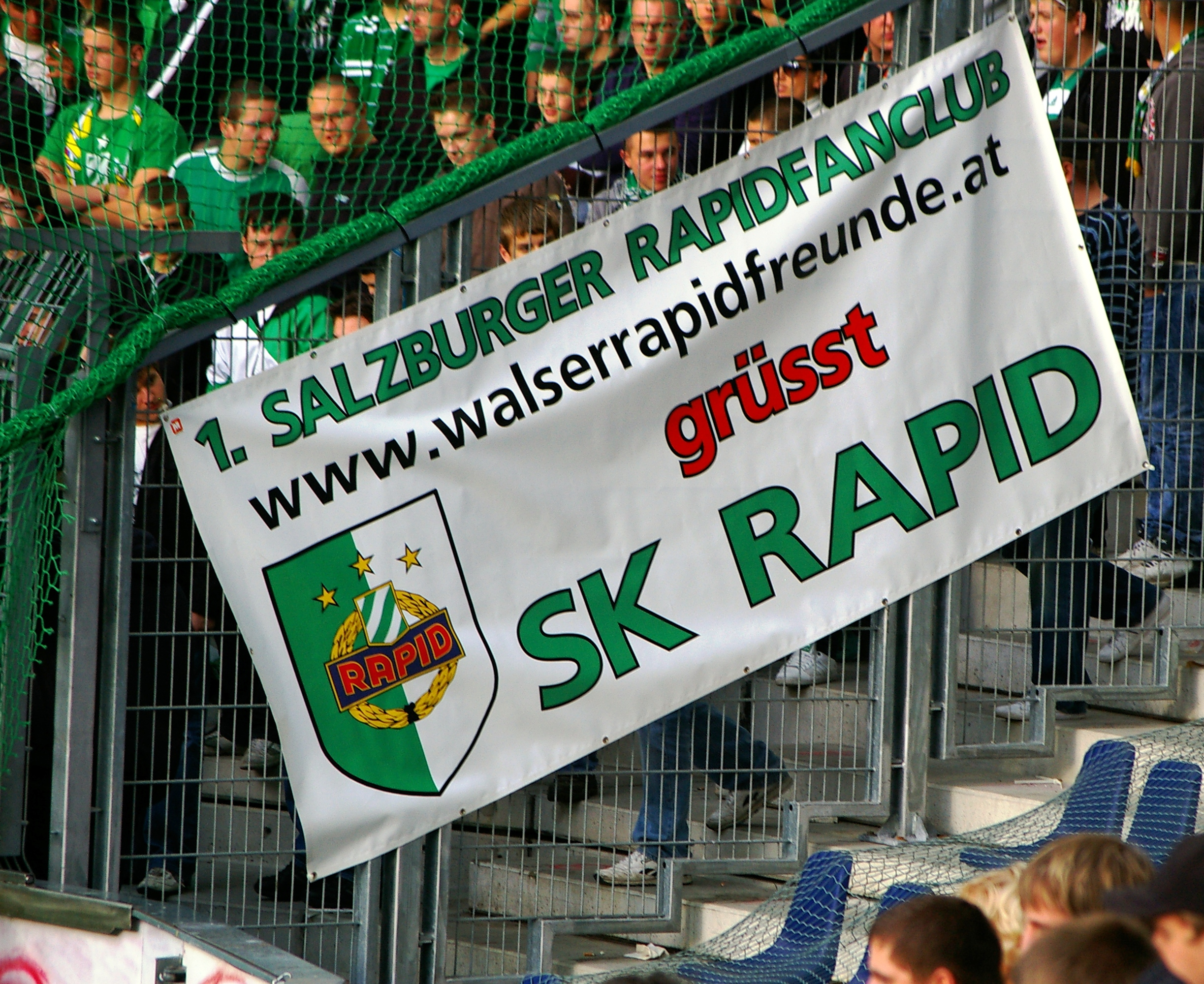
Il Rapid è la società più tifata d'Austria, con sostenitori da ogni parte del Paese

Il Rapid, da un sondaggio commissionato alla società tedesca Sport + Markt, risulta essere la squadra austriaca con più tifosi. Inoltre, vanta la media spettatori più alta del Paese, e nelle ultime undici stagioni questo dominio è stato interrotto solo dal Tirol Innsbruck nel 2001-2002 e dal Salisburgo nel 2002-2003 e nel 2006-2007. Del Rapid anche il record di abbonamenti venduti: nel 2008-2009 ben 10 000, divenuti 10 500 nella stagione successiva.
Nella stagione 2012-2013 la media di pubblico al Gerhard Hanappi Stadion è stata di 11 304 spettatori, in calo rispetto ai 13 087 del 2011-2012 e la più bassa in assoluto degli ultimi dieci anni.
Fin quasi dagli esordi della squadra, i tifosi del Rapid hanno sempre annunciato gli ultimi quindici minuti delle partite con il leggendario Rapidviertelstunde: applausi ritmici eseguiti in casa come in trasferta, qualunque fosse il risultato.
La prima menzione di questa pratica si ritrova nel 1913; il 21 aprile 1918 sul quotidiano Fremdenblatt comparve un articolo sugli applausi dei tifosi in cui veniva usato il termine "Rapidviertelstunde".
Nel 2011 è stata avanzata una proposta per inserire il Rapidviertelstunde tra i Patrimoni orali e immateriali dell'umanità dell'UNESCO, proposta peraltro respinta all'unanimità.

### Gemellaggi e rivalità

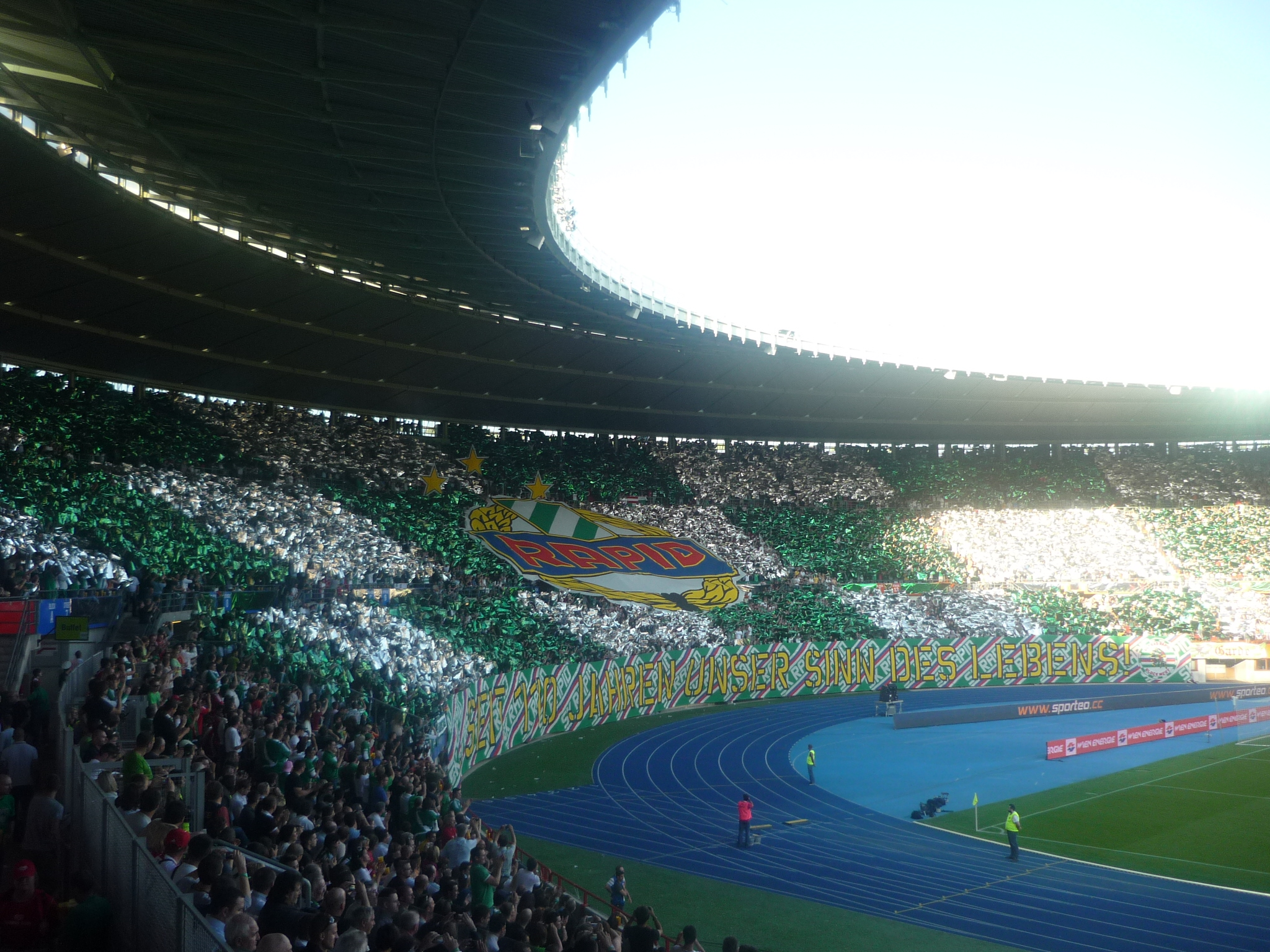
Panoramica della curva durante l'amichevole col Liverpool nel 2009 all'Ernst Happel Stadion

La rivalità principale è quella con i violette dell'Austria Vienna, con cui il Rapid gioca il derby della capitale austriaca. Si tratta della sfida "storica" del calcio austriaco, è stata giocata più di 400 volte dal 1911 ad oggi e molto spesso è stata decisiva per l'assegnazione del campionato o della coppa d'Austria. È la partita che si è giocata più volte nella storia del calcio dietro al derby di Glasgow (Old Firm).
Negli ultimi anni questa partita è stata fonte di gravi intemperanze e violenze tra le tifoserie. Nel 2008 il portiere del Rapid Georg Koch, colpito da un petardo, dovette ritirarsi dall'attività agonistica e perse l'udito.
Il 22 maggio 2011 alcuni ultras del Rapid entrano in campo dopo 26 minuti di gioco, provocando la sospensione del derby sul punteggio di 2-0 per l'Austria e la successiva sconfitta a tavolino per 3-0. Dopo quest'episodio, la dirigenza del Rapid ha pubblicamente chiesto scusa per l'accaduto.
La principale rivalità europea del Rapid deriva da un episodio avvenuto nel 1984, nel corso della gara di ritorno degli ottavi di finale di Coppa delle Coppe contro gli scozzesi del Celtic. I bianco-verdi austriaci, che avevano vinto 3-1 la gara d'andata a Vienna, si trovavano sotto di tre gol nel ritorno, quando il difensore Rudolf Weinhofer si gettò a terra, sostenendo di essere stato colpito da una bottiglia lanciata dagli spalti dai sostenitori del Celtic. Un episodio che ricorda molto quello della "partita della lattina", che coinvolse Inter e Borussia Mönchengladbach nel 1971.
Sulla falsariga di quanto deciso in quell'occasione, l'UEFA decise di annullare la partita e di farne giocare un'altra in campo neutro. Questo nonostante le immagini televisive dimostrassero che Weinhofer non fosse stato minimamente sfiorato.
Come pena aggiuntiva, al Celtic fu comminata una multa di 17 000 sterline e la squalifica del campo per una partita. Nella ripetizione, disputata all'Old Trafford di Manchester, il Rapid si impose per 1-0 e guadagnò il passaggio del turno.
Nella stagione 2009-2010 le due squadre si sono ritrovate nella fase a gruppi di Europa League: i tifosi del Celtic hanno esposto striscioni in cui rimarcavano l'episodio e si sono avute nuove minacce via web tra opposte tifoserie.
La dirigenza del Rapid ha scelto proprio il Celtic per la disputa dell'ultima partita nella storia del Gerhard Hanappi Stadion: l'amichevole, giocata il 6 luglio 2014, è terminata 1-1 e l'attaccante finlandese Teemu Pukki ha messo a referto l'ultimo gol nella storia di questo impianto.

## Organico

### Rosa 2025-2026
Aggiornata al 19 luglio 2025.
| N. |                           | Ruolo | Calciatore              |
| -- | ------------------------- | ----- | ----------------------- |
| 1  | Austria (bandiera)        | P     | Niklas Hedl             |
| 4  | Austria (bandiera)        | D     | Jakob Schöller          |
| 6  | Francia (bandiera)        | D     | Serge-Philippe Raux-Yao |
| 8  | Austria (bandiera)        | C     | Lukas Grgic             |
| 9  | Austria (bandiera)        | A     | Ercan Kara              |
| 10 | Norvegia (bandiera)       | A     | Petter Nosakhare Dahl   |
| 15 | Austria (bandiera)        | A     | Nikolaus Wurmbrand      |
| 16 | Norvegia (bandiera)       | C     | Tobias Børkeeiet        |
| 17 | Mali (bandiera)           | C     | Mamadou Sangare         |
| 18 | Austria (bandiera)        | C     | Matthias Seidl          |
| 20 | Costa d'Avorio (bandiera) | D     | Ange Ahoussou           |
| 21 | Austria (bandiera)        | C     | Louis Schaub            |
| 23 | Austria (bandiera)        | D     | Jonas Auer              |
| 24 | Madagascar (bandiera)     | D     | Jean Marcelin           |

| N. |                           | Ruolo | Calciatore         |
| -- | ------------------------- | ----- | ------------------ |
| 25 | Austria (bandiera)        | P     | Paul Gartler       |
| 27 | Austria (bandiera)        | A     | Noah Bischof       |
| 28 | Austria (bandiera)        | C     | Moritz Oswald      |
| 29 | Costa d'Avorio (bandiera) | C     | Amane Romeo        |
| 38 | Germania (bandiera)       | D     | Jannes Horn        |
| 47 | Austria (bandiera)        | D     | Amin-Elias Gröller |
| 49 | Montenegro (bandiera)     | A     | Andrija Radulović  |
| 50 | Austria (bandiera)        | P     | Laurenz Orgler     |
| 51 | Austria (bandiera)        | P     | Benjamin Göschl    |
| 55 | Serbia (bandiera)         | D     | Nenad Cvetković    |
| 71 | Francia (bandiera)        | A     | Claudy Mbuyi       |
| 77 | Ungheria (bandiera)       | D     | Bendegúz Bolla     |
| 90 | Francia (bandiera)        | A     | Janis Antiste      |

### Staff tecnico
- Robert Klauß - Allenatore
- Daniel Seper - Allenatore in seconda
- Stefan Kulovits - Allenatore in seconda
- Thomas Kraus - Allenatore in seconda
- Jürgen Macho - Preparatore dei portieri
- Martin Hiden - Talent manager
- Martin Mayer - Preparatore atletico
- Julian Helml - Preparatore atletico
- Wojciech Burzec - Recupero infortunati
- Daniel Schmitt - Match analyst

### SquadraAmateure
Il Rapid possiede una squadra Amateure che milita per la stagione 2014-2015 nella Regionalliga Ost, terza divisione del campionato austriaco. Il risultato più importante fu il raggiungimento dei quarti di finale nella ÖFB-Cup 2008-2009, dove incontrò la corrispondente squadra Amateure dell'Austria Vienna, pareggiando 1-1 e venendo poi eliminato ai rigori.
Un'altra insolita partita di coppa è stata disputata il 14 agosto 2010, primo turno della ÖFB-Cup 2010-2011, contro la prima squadra: dopo 78 anni si è così rinnovato l'episodio della sfida "in casa", tra la formazione titolare e gli Amateure, che nel 1932 finì 8-1. I "titolari" del 2010 hanno invece prevalso per 5-2.
Nella sua storia, il Rapid Vienna Amateure ha vinto anche un campionato e due coppe della Wiener Fußball-Verband.

#### Rosa
Aggiornata al 25 luglio 2013.
| N. |                               | Ruolo | Calciatore              |
| -- | ----------------------------- | ----- | ----------------------- |
| 4  | Austria (bandiera)            | D     | Armin Kamenjasević      |
| 5  | Austria (bandiera)            | D     | Christian Schoissengeyr |
| 6  | Serbia (bandiera)             | C     | Milos Jovicić           |
| 7  | Austria (bandiera)            | A     | Thomas Kubin            |
| 10 | Macedonia del Nord (bandiera) | C     | Eldis Bajrami           |
| 14 | Austria (bandiera)            | C     | Peter Haring            |
| 15 | Austria (bandiera)            | D     | Osarenren Okungbowa     |
| 16 | Austria (bandiera)            | C     | Hakan Yilmaz            |
| 17 | Austria (bandiera)            | A     | Daniel Randak           |
| 18 | Austria (bandiera)            | D     | Daniel Jank             |
| 19 | Austria (bandiera)            | D     | Lukas Denner            |
| 20 | Austria (bandiera)            | C     | Ferdinand Weinwurm      |
| 21 | Austria (bandiera)            | C     | Mario Pavelić           |

| N. |                    | Ruolo | Calciatore         |
| -- | ------------------ | ----- | ------------------ |
| 23 | Austria (bandiera) | C     | David Drimer       |
| 24 | Austria (bandiera) | P     | Paul Gartler       |
| 25 | Austria (bandiera) | P     | Tobias Knoflach    |
| 26 | Austria (bandiera) | C     | Maximilian Hofmann |
| 27 | Austria (bandiera) | D     | Daniel Rechberger  |
| 28 | Austria (bandiera) | D     | Goran Kreso        |
| 29 | Austria (bandiera) | D     | Philipp Lienhart   |
| 30 | Austria (bandiera) | C     | Thomas Steiner     |
| 32 | Austria (bandiera) | C     | Philipp Anderlik   |
| 33 | Austria (bandiera) | P     | Sebastian Gessl    |
| 37 | Austria (bandiera) | A     | Armin Mujakić      |
| 38 | Austria (bandiera) | A     | Philipp Plank      |
| 45 | Austria (bandiera) | A     | Marvin Egho        |

#### Staff tecnico
- Norbert Schweitzer - Allenatore
- Andreas Gössl - Allenatore portieri
- Christian Fuchs - Preparatore atletico